# Piátnitskoye (Volokónovka)
Piátnitskoye (ruso: Пя́тницкое) es un asentamiento de tipo urbano de Rusia, perteneciente al raión de Volokónovka de la óblast de Bélgorod.
En 2021, el territorio del asentamiento tenía una población de 4284 habitantes, de los cuales 4160 vivían en el propio asentamiento y el resto en su única pedanía, el pueblo (seló) de Kozlovka.
Se ubica en la periferia meridional de la capital distrital Volokónovka. Al oeste del asentamiento fluye el río Oskol, y al este sale hacia el sur la carretera 14K-8 que lleva a Valuiki.

## Historia
La localidad fue fundada como slobodá en 1779. Su topónimo deriva de la advocación de la iglesia parroquial construida aquel año, Santa Paraskeva Piátnitsa, una personificación del viernes ("Piátnitsa", Пятница, en ruso) basada en Santa Parascheva de los Balcanes. Entre 1889 y 1917 funcionó aquí un monasterio femenino. La Unión Soviética le dio el estatus de asentamiento de tipo urbano en 1971.